# Therese Brummer
Therese Conradine Brummer, født Casse (8. juni 1833 i København – 14. marts 1896 i Hillerød) var en dansk forfatter.

## Liv
Brummer var datter af jurist Andreas Lorentz Casse og Andrea Severine Engelbreth (Severine Casse). Hun blev født ind i en solid borgerlig familie, hvor begge forældre tog del i samfundslivet. Faderen var assessor, politiker og justitsminister, moderen kæmpede for at forbedre kvinders stilling som medlem af Dansk Kvindesamfunds styrelse, hvor hun sad i en årrække fra stiftelsen i 1871. Brummer fik hjemmefra en fortrinlig uddannelse og blev stimuleret gennem omgang med de personligheder, der kom i hjemmet.
I 1861 giftede hun sig med kaptajn, senere oberst Nicolai Abraham Brummer. De fik døtrene Agnete (1862), Dagmar (1864) og Lilly (1868).

## Forfatterskab
Selvom hun skal have været litterært anlagt og begavet fra ungdommen, var starten på Brummers kunstneriske løbebane langsom og tøvende. Først da hun havde rundet de 50 år, og børnene for længst var voksne, blev der for alvor tid til at skrive.
Brummers mest læste værker var en række bøger for større børn og unge. Her blandes med hverdagsbeskrivelser med træk fra eventyrgenren. Det øvrige forfatterskab tæller tre værker, alle udgivet i perioden 1887-93 under pseudonymet Fru Elisabeth, samt en biografi over den amerikanske forfatter George Eliot og den østrigske fredsforkæmper Bertha von Suttner med titlen To Kvindeportraiter, der blev udgivet i Brummers eget navn i 1895. Endelig tilskrives hun samlingerne Smaating fra 1864, der kom under pseudonymet Elisabeth, og Fortællinger fra 1875, udgivet under pseudonymet BH.
En senere tid har vist interesse for Brummers voksenforfatterskab, som rummer elementer af litteraturhistorisk værdi. Med novellesamlingen Virkelighedsbilleder fra 1887, signaleres således helt ud i titlen, at formbestræbelsen er realistisk, og slægtskabet med 1820’ernes kvindelige forfattere og deres hverdagshistorier er her som i resten af Brummers værker tydeligt. Det gælder først og fremmest fortællingernes ramme. Hjemmets fire vægge udgør i bogstavelig forstand de kvindelige hovedpersoners bevægelsesradius, og inden for disse vægge udspilles scene efter scene af den borgerlige kvindes forsøg på at komme overens med sig selv og sit køn.
I hendes hovedværk Som man gifter sig fra 1888 er det ægteskabet og moderskabet, der er på dagsordenen. Den stive og følelseshæmmede hovedperson Christy må gennem tab af både sit barns kærlighed og sin egen identitet, før hun genfinder sin ungdoms kærlighed og hermed en udgave af sig selv, der formår at give og modtage kærlighed. I En Kamp! fra 1893, udkæmpes slaget om en ung mands kærlighed mellem hans dominerende moder og hans lige så stærke hustru.